# Annina Ruppel
Annina Ruppel (Herne, 8 de octubre de 1980) es una deportista alemana que compitió en remo como timonel.
Ganó cuatro medallas en el Campeonato Mundial de Remo entre los años 2001 y 2006, y una medalla de plata en el Campeonato Europeo de Remo de 2007.
Participó en dos Juegos Olímpicos de Verano, ocupando el quinto lugar en Atenas 2004 y el séptimo en Pekín 2008, en la prueba de ocho con timonel.

## Palmarés internacional
| Campeonato Mundial | Campeonato Mundial | Campeonato Mundial | Campeonato Mundial |
| Año                | Lugar              | Medalla            | Prueba             |
| ------------------ | ------------------ | ------------------ | ------------------ |
| 2001               | Lucerna (Suiza)    | Medalla de bronce  | Ocho con timonel   |
| 2002               | Sevilla (España)   | Medalla de bronce  | Ocho con timonel   |
| 2003               | Milán (Italia)     | Medalla de oro     | Ocho con timonel   |
| 2006               | Eton (Reino Unido) | Medalla de plata   | Ocho con timonel   |
| Campeonato Europeo |                    |                    |                    |
| Año                | Lugar              | Medalla            | Prueba             |
| 2007               | Poznań (Polonia)   | Medalla de plata   | Ocho con timonel   |